# Ronald Cadell Macdonald
Ronald William Cadell Macdonald oder MacDonald (* 4. Juli 1868 in Inverbrokhock; † 26. Januar 1942 in Inverness) war ein schottischer Schachspieler.
Macdonald war Sohn des Ehepaars Reverend Charles Cadell Macdonald und Margaret Olivia Macdonald, geborene Fraser. Er arbeitete zunächst im medizinischen Bereich, nachdem er an der University of Aberdeen 1893 zum Bachelor of Medicine und Master of Surgery promoviert hatte. Nach der Promotion zum Doktor der Medizin 1904 arbeitete er als Arzt. Bei der Ausführung seiner medizinischen Berufe bereiste Macdonald auch das Ausland, wo er in London und den Vereinigten Staaten ebenfalls schachliche Eindrücke erhielt und Meisterspielern begegnete.
In den Jahren 1901, 1904, 1905, 1906, 1927 und 1928 gewann Macdonald jeweils die Schottische Schachmeisterschaft. Weitere von Macdonald gewonnene Titelturniere waren die westschottische Meisterschaft 1904 sowie die Fernschachtitel des Meisters des Britischen Schachverbands 1926, 1927 und 1930 sowie des Britischen Fernschachverbands 1924, 1925, 1926, 1930, 1932, 1933, 1935 und 1937.
Nach seiner Pensionierung wollte Macdonald nach Glasgow ziehen und sich komplett dem Schachspiel widmen, gab diese Pläne aber nach dem Ausbruch des Zweiten Weltkriegs auf.